# 小鱗歐雅魚
小鱗歐雅魚（學名：Squalius malacitanus）為輻鰭魚綱鯉形目雅羅魚科的其中一種，被IUCN列為瀕危保育類動物，分布於歐洲克羅埃西亞馬蒂卡河及波士尼亞蒂哈爾吉納河和特雷比札特河流域，體長可達34公分，棲息在靜止的湖泊及溪流，生活習性不明，因過度捕撈造成族群數量減少。